# Hello-Goodbye (film)
Pour les articles homonymes, voir Hello Goodbye.
Pour plus de détails, voir Fiche technique et Distribution.
Hello-Goodbye est un film britannique réalisé par Jean Negulesco, sorti en 1970.

## Synopsis
Un vendeur de voitures et une baronne tombent amoureux.

## Fiche technique
- Titre : Hello-Goodbye
- Réalisation : Jean Negulesco
- Scénario : Roger Marshall
- Direction artistique : Auguste Capelier
- Décors : John Howell
- Costumes : Rosine Delamare
- Image : Henri Decaë
- Montage : Richard Bryan
- Musique : Francis Lai
- Sociétés de production : DFZ Productions - 20th Century Fox
- Société de distribution : 20th Century Fox
- Pays de production : Royaume-Uni
- Langue : anglais
- Format : Couleur - Son : Mono
- Genre : Comédie
- Date de sortie : États-Unis 12 juillet 1970
- Affiche : Boris Grinsson (France)

## Distribution
- Michael Crawford : Harry England
- Geneviève Gilles : Dany
- Curd Jürgens : Baron De Choisis (comme Curt Jurgens)
- Ira von Fürstenberg : Evelyne Rossan (comme Ira Furstenberg)
- Lon Satton : Cole Strutter
- Peter Myers : Bentley
- Mike Marshall : Paul
- Didier Haudepin : Raymond
- Vivian Pickles : Joycie
- Agathe Natanson :	Monique
- Georges Bever : le portier de l'hôtel
- Denise Grey : la concierge
- Jeffrey Wickham : Dickie
- Valérie Boisgel